# Seznam dílů seriálu Kouzelníci z Waverly
Toto je seznam dílů seriálu Kouzelníci z Waverly. Americký seriál Kouzelníci z Waverly vysílaný na Disney Channel, se vysílal od 12. října 2007 do 6. ledna 2012 v USA a od roku 2009 do 26. května 2012 v Česku. Seriál má 4 řady a produkoval celkem 110 dílů a jeden hodinový speciál Návrat kouzelníků: Alex vs. Alex, který měl premiéru 15. března 2013 v USA a 25. května 2013 v Česku.
Seriál se točí kolem Alex Russo (Selena Gomezová), dospívající kouzelnice, která soutěží se svými bratry Justinem (David Henrie) a Maxem (Jake T. Austin), aby se stala rodinným kouzelníkem a zůstala jí tak kouzelná moc. V roce 2009 a 2012 seriál vyhrál Ceny Emmy v kategorii „Výjimečný program pro děti“.

## Přehled řad
| Řada    | Díly    | Premiéra v USA     | Premiéra v USA  | Premiéra v ČR (Disney) | Premiéra v ČR (Disney) | Premiéra v ČR (ČT :D) | Premiéra v ČR (ČT :D) |
| Řada    | Díly    | První díl          | Poslední díl    | První díl              | Poslední díl           | První díl             | Poslední díl          |
| ------- | ------- | ------------------ | --------------- | ---------------------- | ---------------------- | --------------------- | --------------------- |
| 1       | 21      | 12. října 2007     | 30. ledna 2008  | února 2009             | 2009                   | 2. září 2013          | 30. září 2013         |
| 2       | 30      | 12. září 2008      | 21. srpna 2009  | 20. září 2009          | 2010                   | 1. října 2013         | 11. listopadu 2013    |
| Film    | Film    | 28. srpna 2009     | 28. srpna 2009  | 31. října 2009         | 31. října 2009         | 30. prosince 2013     | 30. prosince 2013     |
| 3       | 30      | 9. října 2009      | 15. října 2010  | 15. května 2010        | 30. dubna 2011         | 12. listopadu 2013    | 23. prosince 2013     |
| 4       | 29      | 12. listopadu 2010 | 6. ledna 2012   | 7. května 2011         | 26. května 2012        | 24. prosince 2013     | 31. ledna 2014        |
| Speciál | Speciál | 15. března 2013    | 15. března 2013 | 25. května 2013        | 25. května 2013        | nebylo vysíláno       | nebylo vysíláno       |

## Seznam dílů

### První řada (2007–2008)
| Č. v seriálu | Č. v řadě | Původní název                            | Český název                          | Režie           | Scénář                                    | Premiéra v USA     | Prod. kód |
| ------------ | --------- | ---------------------------------------- | ------------------------------------ | --------------- | ----------------------------------------- | ------------------ | --------- |
| 1            | 1         | Crazy 10-Minute Sale                     | Šíleně rychlý výprodej               | Fred Savage     | Todd J. Greenwald                         | 12. října 2007     | 102       |
| 2            | 2         | First Kiss                               | První pusa                           | Joe Regalbuto   | Vince Cheung, Ben Montanio                | 19. října 2007     | 103       |
| 3            | 3         | I Almost Drowned in a Chocolate Fountain | Jak se málem utopila v moři čokolády | Joe Regalbuto   | Gigi McCreery, Perry Rein                 | 26. října 2007     | 104       |
| 4            | 4         | New Employee                             | Nový zaměstnanec                     | Bob Berlinger   | Peter Murrieta                            | 2. listopadu 2007  | 107       |
| 5            | 5         | Disenchanted Evening                     | Večer plný zklamání                  | Mark Cendrowski | Jack Sanderson                            | 9. listopadu 2007  | 114       |
| 6            | 6         | You Can't Always Get What You Carpet     | Tatínkova holčička                   | Fred Savage     | Peter Murrieta                            | 10. listopadu 2007 | 101       |
| 7            | 7         | Alex's Choice                            | Alexina volba                        | Bob Berlinger   | Matt Goldman                              | 16. listopadu 2007 | 109       |
| 8            | 8         | Curb Your Dragon                         | Zkroť si draka                       | Bob Berlinger   | Gigi McCreery, Perry Rein                 | 30. listopadu 2007 | 108       |
| 9            | 9         | Movies                                   | Filmy                                | Mark Cendrowski | Justin Varava                             | 14. prosince 2007  | 113       |
| 10           | 10        | Pop Me and We Both Go Down               | Když zničíš mě, zničíš i sebe        | Bob Berlinger   | Vince Cheung, Ben Montanio                | 6. ledna 2008      | 105       |
| 11           | 11        | Potion Commotion                         | Vzpoura elixíru                      | Bob Berlinger   | Todd J. Greenwald                         | 10. února 2008     | 110       |
| 12           | 12        | Justin's Little Sister                   | Justinova sestřička                  | Andrew Tsao     | Eve Weston                                | 9. března 2008     | 117       |
| 13           | 13        | Wizard School (Part 1)                   | Čarodějná škola (Část 1)             | Mark Cendrowski | Vince Cheung, Ben Montanio                | 6. dubna 2008      | 111       |
| 14           | 14        | Wizard School (Part 2)                   | Čarodějná škola (Část 2)             | Mark Cendrowski | Gigi McCreery, Perry Rein                 | 6. dubna 2008      | 112       |
| 15           | 15        | The Supernatural                         | Nadpřirozené schopnosti              | Mark Cendrowski | Matt Goldman                              | 8. května 2008     | 115       |
| 16           | 16        | Alex in the Middle                       | Alex pozná pravdu                    | Bob Berlinger   | Matt Goldman                              | 15. června 2008    | 106       |
| 17           | 17        | Report Card                              | Vysvědčení                           | Andrew Tsao     | Gigi McCreery, Perry Rein, Peter Murrieta | 29. června 2008    | 118       |
| 18           | 18        | Credit Check                             | Zasloužené zásluhy                   | Fred Savage     | Todd J. Greenwald                         | 6. července 2008   | 121       |
| 19           | 19        | Alex's Spring Fling                      | Alexina aférka                       | Victor Gonzalez | Matt Goldman                              | 20. července 2008  | 119       |
| 20           | 20        | Quinceañera                              | Quinseniéra                          | Victor Gonzalez | Gigi McCreery, Perry Rein                 | 10. srpna 2008     | 116       |
| 21           | 21        | Art Museum Piece                         | Exkurze do muzea                     | Victor Gonzalez | Vince Cheung, Ben Montanio                | 31. srpna 2008     | 120       |

### Druhá řada (2008–2009)
| Č. v seriálu | Č. v řadě | Původní název                         | Český název                              | Režie           | Scénář                       | Premiéra v USA     | Prod. kód |
| ------------ | --------- | ------------------------------------- | ---------------------------------------- | --------------- | ---------------------------- | ------------------ | --------- |
| 22           | 1         | Smarty Pants                          | Chytrokalhoty                            | Victor Gonzalez | Todd J. Greenwald            | 12. září 2008      | 201       |
| 23           | 2         | Beware Wolf                           | Pozor vlk                                | Victor Gonzalez | Vince Cheung, Ben Montanio   | 21. září 2008      | 202       |
| 24           | 3         | Graphic Novel                         | Kreslený příběh                          | Mark Cendrowski | Gigi McCreery, Perry Rein    | 5. října 2008      | 203       |
| 25           | 4         | Racing                                | Závod                                    | Victor Gonzalez | Justine Bateman              | 12. října 2008     | 204       |
| 26           | 5         | Alex's Brother, Maximan               | Alexin brácha, Maximan                   | Victor Gonzalez | Matt Goldman                 | 19. října 2008     | 205       |
| 27           | 6         | Saving WizTech (Part 1)               | Záchrana Čaroškoly (Část 1)              | Bob Berlinger   | Peter Murrieta               | 26. října 2008     | 208       |
| 28           | 7         | Saving WizTech (Part 2)               | Záchrana Čaroškoly (Část 2)              | Bob Berlinger   | Peter Murrieta               | 26. října 2008     | 209       |
| 29           | 8         | Harper Knows                          | Harper to ví                             | Victor Gonzalez | Gigi McCreery, Perry Rein    | 23. listopadu 2008 | 206       |
| 30           | 9         | Taxi Dance                            | Obživlý taxík                            | Mark Cendrowski | Peter Murrieta               | 7. prosince 2008   | 207       |
| 31           | 10        | Baby Cupid                            | Kupid                                    | Bob Berlinger   | Vince Cheung, Ben Montanio   | 14. prosince 2008  | 210       |
| 32           | 11        | Make It Happen                        | Ať se to stane                           | Bob Koherr      | Justin Varava                | 1. ledna 2009      | 211       |
| 33           | 12        | Fairy Tale                            | Školní hra                               | Bob Koherr      | Gigi McCreery, Perry Rein    | 25. ledna 2009     | 213       |
| 34           | 13        | Fashion Week                          | Týden módy                               | Victor Gonzalez | Todd J. Greenwald            | 15. února 2009     | 215       |
| 35           | 14        | Helping Hand                          | Pomocná ruka                             | Bob Koherr      | Jay Baxter, Shaun Zaken      | 16. února 2009     | 217       |
| 36           | 15        | Art Teacher                           | Hodiny výtvarky                          | Victor Gonzalez | Todd J. Greenwald            | 1. března 2009     | 214       |
| 37           | 16        | Future Harper                         | Budoucí Harper                           | Bob Koherr      | Matt Goldman, Peter Murrieta | 15. března 2009    | 212       |
| 38           | 17        | Alex Does Good                        | Alex koná dobro                          | Guy Distad      | Vince Cheung, Ben Montanio   | 5. dubna 2009      | 219       |
| 39           | 18        | Hugh's Not Normous                    | Hugh není obr                            | Ken Ceizler     | Justin Varava                | 12. dubna 2009     | 216       |
| 40           | 19        | Don't Rain on Justin's Parade – Earth | Na Justinovu přehlídku nesmí pršet       | Bob Koherr      | Richard Goodman              | 19. dubna 2009     | 227       |
| 41           | 20        | Family Game Night                     | Rodinný zápas                            | Bob Koherr      | Gigi McCreery, Perry Rein    | 26. dubna 2009     | 218       |
| 42           | 21        | Justin's New Girlfriend               | Justinova nová přítelkyně                | Victor Gonzalez | Richard Goodman              | 2. května 2009     | 221       |
| 43           | 22        | My Tutor, Tutor                       | Moje lektorka, lektorka                  | David DeLuise   | Vince Cheung, Ben Montanio   | 29. května 2009    | 226       |
| 44           | 23        | Paint By Committee                    | Malba na zakázku                         | Bob Koherr      | Peter Dirksen                | 26. června 2009    | 229       |
| 45           | 24        | Wizard for a Day                      | Kouzelníkem na jediný den                | Bob Koherr      | Justin Varava                | 10. července 2009  | 230       |
| 46           | 25        | Cast-Away (To Another Show)           | Blízké setkání                           | Victor Gonzalez | Peter Murrieta               | 17. července 2009  | 220       |
| 47           | 26        | Wizards vs. Vampires on Waverly Place | Kouzelníci vs. Upíři                     | Victor Gonzalez | Peter Murrieta               | 24. července 2009  | 223       |
| 48           | 27        | Wizards vs. Vampires: Tasty Bites     | Kouzelníci vs. Upíři: Samé chutné kousky | Mark Cendrowski | Justin Varava                | 31. července 2009  | 224       |
| 49           | 28        | Wizards vs. Vampires: Dream Date      | Kouzelníci vs. Upíři: Rande snů          | Bob Koherr      | Gigi McCreery, Perry Rein    | 7. srpna 2009      | 225       |
| 50           | 29        | Wizards & Vampires vs. Zombies        | Kouzelníci & Upíři vs. Zombie            | Victor Gonzalez | Gigi McCreery, Perry Rein    | 8. srpna 2009      | 228       |
| 51           | 30        | Retest                                | Kouzelnické zkoušky                      | Victor Gonzalez | Todd J. Greenwald            | 21. srpna 2009     | 222       |

### Film (2009)
| Název                               | Český název                | Režie        | Scénář        | Premiéra v USA | Premiéra v ČR  |
| ----------------------------------- | -------------------------- | ------------ | ------------- | -------------- | -------------- |
| Wizards of Waverly Place: The Movie | Kouzelníci z Waverly: Film | Lev L. Spiro | Dan Berendsen | 28. srpna 2009 | 31. října 2009 |

### Třetí řada (2009–2010)
| Č. v seriálu | Č. v řadě | Původní název                   | Český název              | Režie             | Scénář                                                     | Premiéra v USA     | Premiéra v ČR     | Prod. kód |
| ------------ | --------- | ------------------------------- | ------------------------ | ----------------- | ---------------------------------------------------------- | ------------------ | ----------------- | --------- |
| 52           | 1         | Franken Girl                    | Frankensteinka           | Bob Koherr        | Peter Murrieta                                             | 9. října 2009      | 15. května 2010   | 301       |
| 53           | 2         | Halloween                       | Halloween                | Bob Koherr        | Todd J. Greenwald                                          | 16. října 2009     | 15. května 2010   | 302       |
| 54           | 3         | Monster Hunter                  | Lovec příšer             | Bob Koherr        | Richard Goodman                                            | 23. října 2009     | 22. května 2010   | 303       |
| 55           | 4         | Three Monsters                  | Tři příšery              | Victor Gonzalez   | Justin Varava                                              | 30. října 2009     | 29. května 2010   | 304       |
| 56           | 5         | Night at the Lazerama           | Noc v muzeu              | Victor Gonzalez   | Peter Murrieta                                             | 6. listopadu 2009  | 5. června 2010    | 306       |
| 57           | 6         | Doll House                      | Dům pro panenky          | Jean Sagal        | Vince Cheung, Ben Montanio                                 | 20. listopadu 2009 | 12. června 2010   | 305       |
| 58           | 7         | Marathoner Harper               | Harper běží maratón      | Victor Gonzalez   | Vince Cheung, Ben Montanio                                 | 4. prosince 2009   | 19. června 2010   | 307       |
| 59           | 8         | Alex Charms a Boy               | Alex okouzlí kluka       | Bob Koherr        | Peter Murrieta                                             | 15. ledna 2010     | 25. června 2010   | 313       |
| 60-61        | 9-10      | Wizards vs. Werewolves          | Kouzelníci vs. Vlkodlaci | Victor Gonzalez   | Vince Cheung, Ben Montanio, Gigi McCreery, Perry Rein      | 22. ledna 2010     | 30. října 2010    | 314-315   |
| 62           | 11        | Positive Alex                   | Pozitivní Alex           | Victor Gonzalez   | Gigi McCreery, Perry Rein                                  | 29. ledna 2010     | 24. června 2010   | 308       |
| 63           | 12        | Detention Election              | Hlasy poškoláků          | Bob Koherr        | Gigi McCreery, Perry Rein                                  | 19. března 2010    | 14. srpna 2010    | 309       |
| 64           | 13        | Dude Looks Like Shakira         | On vypadá jak Shakira    | Victor Gonzalez   | Peter Murrieta                                             | 16. dubna 2010     | 4. prosince 2010  | 317       |
| 65           | 14        | Eat to the Beat                 | Dobroty a noty           | Guy Distad        | Richard Goodman                                            | 30. dubna 2010     | 21. srpna 2010    | 310       |
| 66           | 15        | Third Wheel                     | Páté kolo u vozu         | Robbie Countryman | Justin Varava                                              | 30. dubna 2010     | 28. srpna 2010    | 311       |
| 67           | 16        | The Good, the Bad, and the Alex | Zlo, dobro a Alex        | Victor Gonzalez   | Todd J. Greenwald                                          | 7. května 2010     | 23. října 2010    | 312       |
| 68           | 17        | Western Show                    | Ródeo                    | Bob Koherr        | Justin Varava                                              | 14. května 2010    | 11. prosince 2010 | 316       |
| 69           | 18        | Alex's Logo                     | Alex v nemilosti         | David DeLuise     | David Henrie                                               | 21. května 2010    | 18. prosince 2010 | 318       |
| 70           | 19        | Dad's Buggin' Out               | Táta brouk               | Guy Distad        | Todd J. Greenwald                                          | 4. června 2010     | 25. prosince 2010 | 319       |
| 71           | 20        | Max's Secret Girlfriend         | Maxova tajná holka       | Bob Koherr        | Gigi McCreery, Perry Rein                                  | 11. června 2010    | 8. ledna 2011     | 321       |
| 72           | 21        | Alex Russo, Matchmaker?         | Dohazovačka Alex         | David DeLuise     | Vince Cheung, Ben Montanio                                 | 2. července 2010   | 22. ledna 2011    | 322       |
| 73           | 22        | Delinquent Justin               | Delikvent Justin         | Mary Lou Belli    | Justin Varava                                              | 16. července 2010  | 5. března 2011    | 323       |
| 74           | 23        | Captain Jim Bob Sherwood        | Kapitán Jim Bob Sherwood | Jean Sagal        | Richard Goodman                                            | 23. července 2010  | 12. března 2011   | 320       |
| 75           | 24        | Wizards vs. Finkles             | Kouzelníci vs. Finklovi  | Victor Gonzalez   | Peter Dirksen                                              | 30. července 2010  | 20. března 2011   | 325       |
| 76           | 25        | All About You-Niverse           | Alexmír                  | Bob Koherr        | Marcus Alexander Hart                                      | 16. srpna 2010     | 19. února 2011    | 326       |
| 77           | 26        | Uncle Ernesto                   | Strejda Ernesto          | Bob Koherr        | Todd J. Greenwald                                          | 27. srpna 2010     | 19. února 2011    | 327       |
| 78           | 27        | Moving On                       | Musíš jít dál            | Robbie Countryman | Peter Murrieta                                             | 10. září 2010      | 26. března 2011   | 324       |
| 79-80        | 28-29     | Wizards Unleashed               | Alex zachraňuje Masona   | Victor Gonzalez   | Vince Cheung, Ben Montanio (Část 1) Justin Varava (Část 2) | 1. října 2010      | 30. dubna 2011    | 329-330   |
| 81           | 30        | Wizards Exposed                 | Odhalení kouzelníci      | Bob Koherr        | Richard Goodman                                            | 15. října 2010     | 30. dubna 2011    | 328       |

### Čtvrtá řada (2010–2012)
| Č. v seriálu | Č. v řadě | Původní název                  | Český název                    | Režie              | Scénář                                                         | Premiéra v USA     | Premiéra v ČR     | Prod. kód |
| ------------ | --------- | ------------------------------ | ------------------------------ | ------------------ | -------------------------------------------------------------- | ------------------ | ----------------- | --------- |
| 82           | 1         | Alex Tells the World           | Alex je nahraná                | Victor Gonzalez    | Gigi McCreery, Perry Rein                                      | 12. listopadu 2010 | 7. května 2011    | 401       |
| 83           | 2         | Alex Gives Up                  | Alex to vzdává                 | Victor Gonzalez    | Todd J. Greenwald                                              | 27. listopadu 2010 | 7. května 2011    | 402       |
| 84           | 3         | Lucky Charmed                  | Kouzla a štěstí                | Victor Gonzalez    | Justin Varava                                                  | 10. prosince 2010  | 2. července 2011  | 403       |
| 85           | 4         | Journey to the Center of Mason | Cesta do středu Masona         | Robbie Countryman  | Peter Dirksen                                                  | 17. prosince 2010  | 21. května 2011   | 404       |
| 86           | 5         | Three Maxes and a Little Lady  | Tři Maxové a jedna malá slečna | Victor Gonzalez    | Richard Goodman                                                | 7. ledna 2011      | 11. června 2011   | 405       |
| 87           | 6         | Daddy's Little Girl            | Tatínkovy holčičky             | Robbie Countryman  | Gigi McCreery, Perry Rein                                      | 21. ledna 2011     | 11. června 2011   | 406       |
| 88           | 7         | Everything's Rosie for Justin  | Justinův anděl                 | Victor Gonzalez    | Justin Varava                                                  | 4. února 2011      | 18. června 2011   | 407       |
| 89           | 8         | Dancing with Angels            | Tanec s anděly                 | Victor Gonzalez    | Richard Goodman                                                | 11. února 2011     | 8. června 2011    | 408       |
| 90-91        | 9-10      | Wizards vs. Angels             | Kouzelníci vs. Andělé          | Victor Gonzalez    | Richard Goodman                                                | 18. února 2011     | 25. června 2011   | 409-410   |
| 92           | 11        | Back To Max                    | Maxův návrat                   | Guy Distad         | Todd J. Greenwald                                              | 11. března 2011    | 6. srpna 2011     | 411       |
| 93           | 12        | Zeke Finds Out                 | Zeke se to dozví               | David DeLuise      | Peter Dirksen                                                  | 8. dubna 2011      | 13. srpna 2011    | 412       |
| 94           | 13        | Magic Unmasked                 | Zápas masek                    | David DeLuise      | Justin Varava                                                  | 13. května 2011    | 20. srpna 2011    | 413       |
| 95           | 14        | Meet the Werewolves            | Seznámení s vlkodlaky          | Victor Gonzalez    | David Henrie                                                   | 17. června 2011    | 27. srpna 2011    | 415       |
| 96           | 15        | Beast Tamer                    | Krotitel stvůr                 | Victor Gonzalez    | Gigi McCreery, Perry Rein                                      | 24. června 2011    | 8. října 2011     | 416       |
| 97           | 16        | Wizard of the Year             | Kouzelník roku                 | Victor Gonzalez    | Richard Goodman                                                | 8. července 2011   | 8. října 2011     | 417       |
| 98           | 17        | Misfortune at the Beach        | Štěstí na pláži                | Jody Margolin Hahn | Vince Cheung, Ben Montanio                                     | 24. července 2011  | 22. října 2011    | 420       |
| 99           | 18        | Wizards vs. Asteroid           | Kouzelníci vs. asteroid        | Victor Gonzalez    | Peter Dirksen                                                  | 19. srpna 2011     | 29. října 2011    | 418       |
| 100          | 19        | Justin's Back In               | Justinův comeback              | Guy Distad         | Todd J. Greenwald                                              | 26. srpna 2011     | 5. listopadu 2011 | 419       |
| 101          | 20        | Alex the Puppetmaster          | Alexiny loutky                 | Victor Gonzalez    | Gigi McCreery, Perry Rein                                      | 16. září 2011      | 17. prosince 2011 | 421       |
| 102          | 21        | My Two Harpers                 | Dvě Harper                     | Victor Gonzalez    | Manny Basanese                                                 | 30. září 2011      | 7. ledna 2012     | 422       |
| 103          | 22        | Wizards of Apartment 13B       | Kouzelnice z bytu 13B          | Guy Distad         | Justin Varava                                                  | 7. října 2011      | 14. dubna 2012    | 423       |
| 104          | 23        | Ghost Roommate                 | Ztracená láska                 | David DeLuise      | Richard Goodman                                                | 14. října 2011     | 14. dubna 2012    | 424       |
| 105          | 24        | Get Along, Little Zombie       | Tanec se zombíky               | Victor Gonzalez    | Peter Dirksen                                                  | 21. října 2011     | 15. dubna 2012    | 425       |
| 106          | 25        | Wizards vs. Everything         | Kouzelnící vs. všechno         | Victor Gonzalez    | Gigi McCreery, Perry Rein                                      | 28. října 2011     | 15. dubna 2012    | 426       |
| 107          | 26        | Rock Around the Clock          | Tancem zpátky časem            | Guy Distad         | Robert Boesel                                                  | 4. listopadu 2011  | 1. května 2012    | 414       |
| 108          | 27        | Harperella                     | Harpelka                       | Victor Gonzalez    | Richard Goodman, Justin Varava                                 | 18. listopadu 2011 | 19. května 2012   | 427       |
| 109-110      | 28-29     | Who Will Be the Family Wizard  | Velké finále                   | Victor Gonzalez    | Vince Cheung, Ben Montanio (Část 1) Todd J. Greenwald (Část 2) | 6. ledna 2012      | 26. května 2012   | 428-429   |

### Speciál (2013)
| Název                             | Český název                      | Režie           | Scénář                                    | Premiéra v USA  | Premiéra v ČR   |
| --------------------------------- | -------------------------------- | --------------- | ----------------------------------------- | --------------- | --------------- |
| The Wizards Return: Alex vs. Alex | Návrat kouzelníků: Alex vs. Alex | Victor Gonzalez | Vince Cheung, Ben Montanio, Dan Berendsen | 15. března 2013 | 25. května 2013 |